# Цубин, Александр Сергеевич
Александр Сергеевич Цубин (род. 1 января 1947, Вязьма, Смоленская область) — советский и российский военачальник, вице-адмирал. Командовал кораблями «Благородный» и «Адмирал Ушаков». С 1992 по 1996 год — командир Крымской военно-морской базы.

## Биография
Родился 1 января 1947 года в Вязьме. Окончил среднюю школу № 19 (сейчас школа № 10).  В 1970 году окончил Высшее военно-морское училище имени М. В. Фрунзе в Ленинграде. В 1970 году начал службу на Черноморском флоте. Служил командиром батареи на БПК «Николаев» и старшим помощником командира эсминца «Бравый». В 1975 году окончил Высшие офицерские классы ВМФ. С 1978 года по 1982 год командовал эсминцем «Благородный». После окончания Военно-морской академии был назначен старшим помощником командира крейсера «Адмирал Ушаков». С 1982 года по 1984 год являлся его командиром.
С 1985 года по 1988 год являлся командиром 181-й бригады строящихся и ремонтируемых кораблей в Николаеве. В 1988 году капитан 1 ранга стал командиром 184-й бригады кораблей охраны водного района (г. Поти), зона действия которой простиралась от Сочи и до границы с Турцией. 20 января 1991 года[уточнить] во время гражданской войны в Грузии на военной базе в Поти произошёл инцидент с попыткой захвата оружия в штабе базы сторонниками Звиада Гамсахурдии. Во время перестрелки Цубин получил ранение, при этом убив одного и ранив ещё двоих. Командующий Черноморским флотом вице-адмирал Игорь Касатонов наградил Цубина денежной премией в размере 1000 рублей.

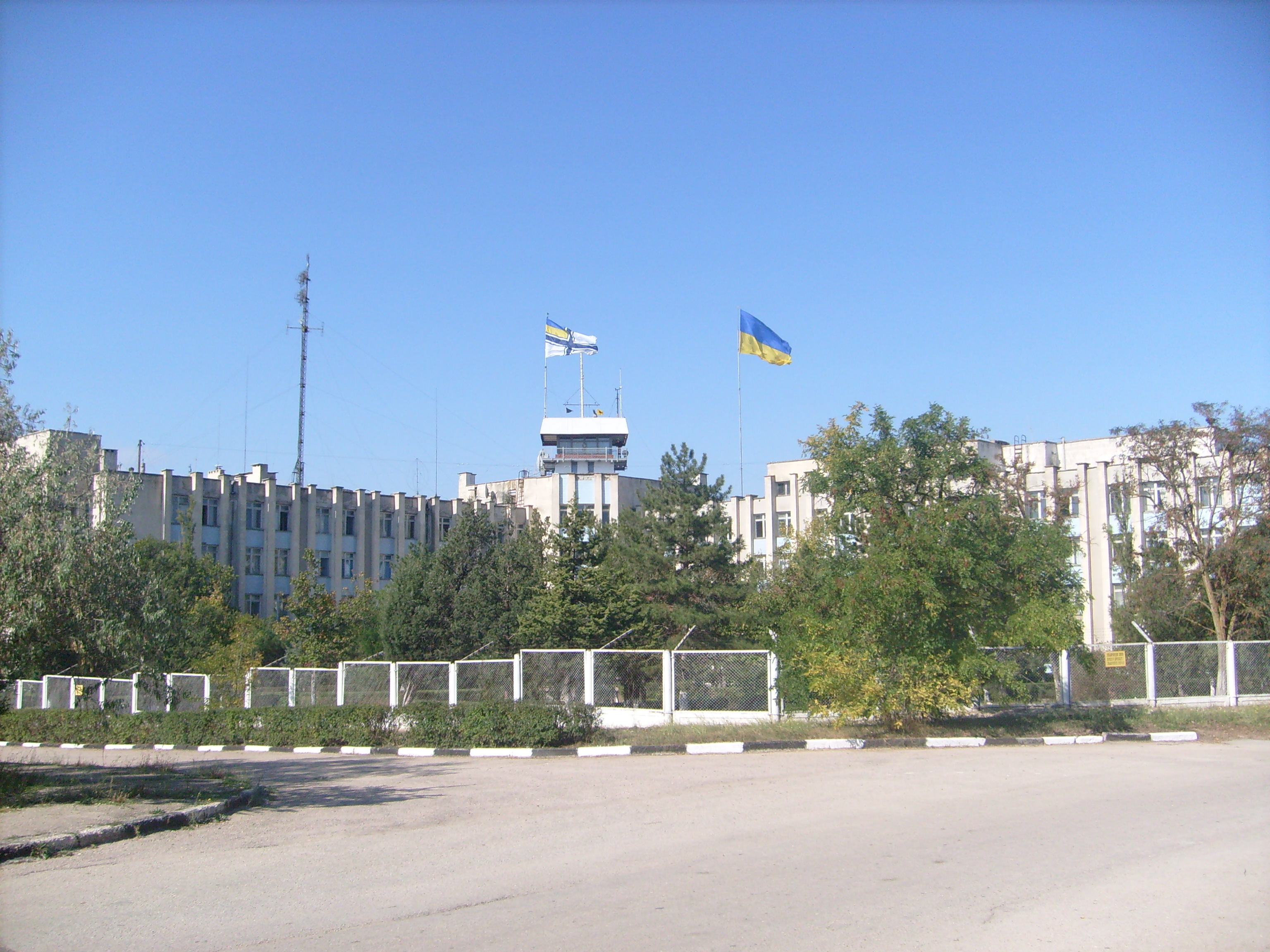
Штаб Крымской военно-морской базы в Новоозёрном

В марте 1992 года получил должность начальника штаба Крымской военно-морской базы, которая базировалась в Новоозёрном (командир базы -  Борис Кожин). Начиная с января 1992 года в базе развернулись события связанные с принятием личным составом украинской присяги. 5 апреля 1992 года в знак протеста против украинизации базы МПК-116 под командованием Алексея Комиссарова совершил несанкционированный переход из Новоозёрного в Севастополь.
В этот же день, 5 апреля 1992 года командир базы Кожин был назначен первым командующим ВМС Украины и отстранён командующим Черноморским флотом Игорем Касатоновым от руководства базой. После этого, новым командиром Крымской военно-морской базы стал Александр Цубин. 7 апреля 1992 года около 40 офицеров базы дали присягу украинскому народу. Командующий Черноморским флотом Касатонов тогда же отдал приказ занять оборону вокруг штаба базы под предлогом её захвата «украинскими националистами». С моря она была заблокирована противолодочной корабельной группой, а на суше — танками и бронетранспортёрами полка морской пехоты. В итоге Кожин договорился с Цубиным о том, что военнослужащие давшие присягу Украине перейдут под его командование.
Утром 21 июля 1992 года экипаж СКР-112 под руководством капитана 2 ранга Николая Жибарева и командира корабля капитан-лейтенанта Сергея Настенко, принял решение совершить несанкционированный переход корабля из Новоозёрного в Одессу с целью привлечения внимания к проблеме принявших присягу Украине. СКР-112, поднявший украинский флаг, преследовали другие корабли Черноморского флота и морская авиация, применяя к «беглецу» боевое оружие. Из Одессы на встречу кораблю направились два пограничных катера и гидросамолёты. После чего преследование корабля было прекращено и к вечеру СКР-112 прибыл в Одессу. Таким образом, СКР-112 стал первым кораблём ВМС Украины. Цубин, вместе с другими военачальниками прибыл в Одессу, однако командир корабля Настенко отказался выполнять его приказы, заявив о выполнении им команд руководства ВМС Украины.
По соглашению между Российской Федерацией и Украиной о параметрах раздела Черноморского флота от 1995 года все военные объекты Крымской военно-морской базы достались Украине. По окончании передачи вооружения базы Украине, 1 мая 1996 года она была расформирована. Сам Цубин выступил против передачи базы Украине и не исключал возможность обострения ситуации в случае передачи базы.
После служил первым заместителем начальника штаба Черноморского флота, затем заместителем командующего Черноморским флотом по гражданской обороне.
Уйдя в отставку, работал в гидрографической службе ЧФ. Позже стал ведущим инспектором при командующем ЧФ.

## Награды и звания
- Орден «За личное мужество»[1]
- Орден Дружбы (2000)[25]
- Медаль «За боевые заслуги»[1]
- Медаль «Памяти героев Отечества» (2017)[26]
- Почетный гражданин города Вязьма (2016)[2]

## Личная жизнь
Жена — Галина Николаевна. Сын — Сергей (капитан 2 ранга). Дочь — Наталья.